# Robert Wadlow

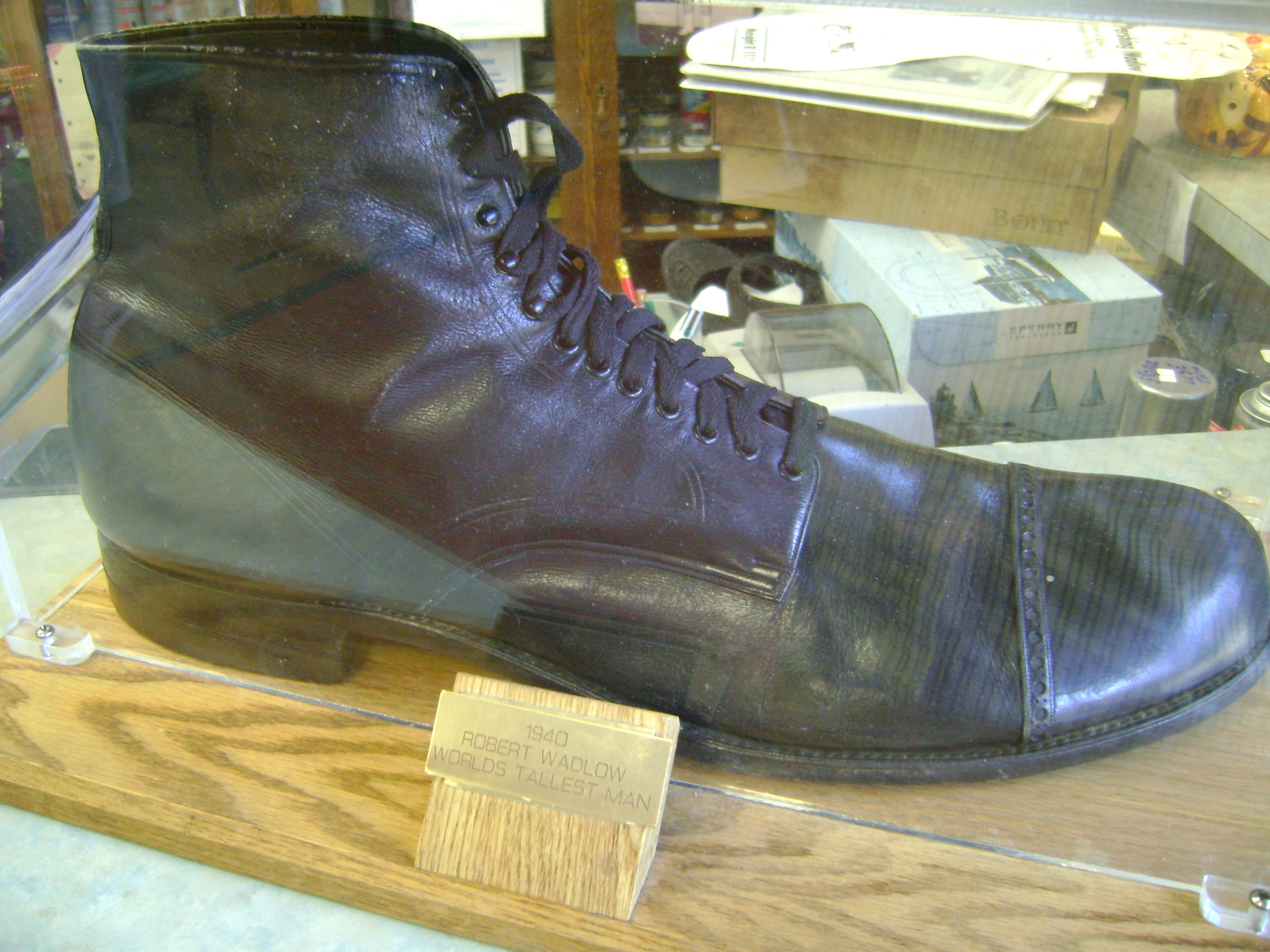
Chiếc giày to lớn của Robert Pershing Wadlow

Robert Pershing Wadlow (sinh 22 tháng 2 năm 1918 – mất 15 tháng 7 năm 1940), theo Sách kỷ lục Guinness, là người cao nhất trong lịch sử y khoa đối với người có bằng chứng không thể chối cãi. Ông thường được biết với tên "Khổng lồ Alton" vì quê nhà của ông ở tại Alton, Illinois.
Wadlow đạt chiều cao chưa có tiền lệ là 8 foot 11 inch (2,72 m) và nặng 440 pound (199 kg) khi qua đời. Kích thước khổng lồ vẫn tiếp tục tăng cả khi ông trưởng thành là do một khối u trong tuyến yên của ông. Không hề có dấu hiệu ngừng tăng trưởng ở ông cho đến khi ông mất.

## Cái chết
Ngày 4 tháng 7 năm 1940, Wadlow bị hỏng mất một cái nẹp chân khi nó đang nẹp chân anh ta. Điều này khiến cho chiếc nẹp chân kéo theo một miếng da mắt cá chân nhỏ của Wadlow khiến cho anh ta bị nhiễm trùng máu kèm theo một vết rộp. Các bác sĩ đã điều trị cho anh ta bằng cách truyền máu và phẫu thuật cấp cứu, nhưng tình trạng của anh xấu đi do rối loạn tự miễn dịch, và ngày 15 tháng 7 năm 1940, 11 ngày sau khi nhiễm bệnh, anh qua đời trong giấc ngủ ở tuổi 22. Quan tài của ông đo dài 10 feet 9 inch (3,28 m) dài 32 inch (81 cm) rộng 30 inches (76 cm), nặng 1.000 pound (450 kg) và được mang theo mười hai và tám trợ lý. Thi thể của ông được chôn cất tại Nghĩa trang Oakwood ở Upper Alton, Quận Madison, Illinois.